# Bow Wow
Shad Gregory Moss (født 9. marts 1987) bedre kendt som Bow Wow eller "Lambo Moss" er en amerikansk rapper, musikproducer og skuespiller. Da han var yngre, kaldte han sig Lil' Bow wow.

## Album

### Beware of Dog
Som 13-årig udgav han sit debutalbum (Beware of Dog), hvor han sang sammen med blandt andet Snoop Dogg, Jagged Edge, Jermaine Dupri, Xscape og Da Brat.

### Doggy Bag
I 2001 udgav han sit andet album, Doggy Bag, hvor sangere som Jagged Edge, Da Brat, Xscape og andre artister medvirkede.

### Unleashed
I 2003 udkom hans tredje album (Unleashed). Det var på dette album, han valgte at tage "Lil" ud af sit navn og kun hedde "Bow Wow". Til forskel fra de tidligere album, havde Jermaine Dupri ikke produceret én sang på albummet. Til dato er det hans mindst solgte album. På albummet er sangere som Jagged Edge, mario og Amerie med.

### Wanted
Albummet Wanted kom i 2005. På dette album sang han sammen med J-Kwon, Jermaine Dupri, Omarion, Ciara, Snoop Dogg og T. Waters. Albummet indeholdt sange som "Let me hold you", der blev lavet sammen med Omarion, og "Like You", der blev lavet med eks-kæresten Ciara. Disse to sange er nogle af hans største hits til dato.

### The Price of Fame
Albummet The Price Of Fame udkom i slutningen af 2006. Her sang han sammen med Chris Brown, T-Pain, Lil Scrappy, Lil' Wayne, Short Dawg, Pimp C, Da Brat, R. Kelly og Khleo Thomas Snoop Dogg. Alle singlerne fra dette album ("Don't Know About That" feat. Young Capone & Cocaine J, "Shortie Like Mine" feat. Chris Brown, "Outta My System" feat. T-Pain og "I'ma Flirt" feat. R. Kelly) klarede sig alle godt på de respektive hitlister i USA.

### Face Off
Jermaine Dupri kom på idéen med, at to forskellige tidligere teenagestjerner skulle lave et album sammen. Bow Wow og Omarion var i forvejen gode venner, og kendte hinanden fra Scream Tour. Omarion var forsanger i et af de største drengebands ved årtusindeskiftet, nemlig B2K, og Bow Wow blev opdaget som helt lille af Jermaine Dupri. De to skulle udleve Jermaine Dupris drøm om "Face Off". Albummet udkom den 11. december 2007. Den første single fra albummet er "Girlfriend", som hurtigt blev kendt. I musikvideoen til "Girlfriend" snakker Bow Wow og Omarion sammen, og der fortæller Bow Wow, at de to skal til "The Jump Off", som giver et hint til den næste single, "Hey Baby (Jump Off)".

### New Jack City Pt. II
New Jack City Pt. II er det sidste album fra Bow Wow før han trækker sig tilbage, for at fokusere på sin skuespillerkarriere. Cd'en blev udgivet d. 31. marts 2009, og den første single hedder "You Can Get It All" ft. Jontha Austin. Singlen ligger pt. nr. 9 på Billboards U.S. rap. Nelly, T.I., T-Pain, Trey Songz og Swizz Beatz er nogle af de kunstnere der også er featured på cd'en. Det er Bow Wows første cd med et Parental Advisory. Albummet ligger nr. 2 på Billboards U.S. rap og nr. 5 på Billboard U.S. R&B

## Filmografi
| År   | Titel                                 | Rolle                          |
| ---- | ------------------------------------- | ------------------------------ |
| 2001 | Carmen: A Hip Hopera                  | Jalil                          |
| 2002 | All About the Benjamins               | Kelly                          |
| 2002 | Like Mike                             | Calvin Cambridge               |
| 2004 | Johnson Family Vacation               | Divirnius James "D.J." Johnson |
| 2005 | Roll Bounce                           | Xavier "X" Smith               |
| 2006 | The Fast and the Furious: Tokyo Drift | Twinkie                        |
| 2009 | Hurricane Season                      | Gary Davis                     |
| 2009 | Lottery Ticket                        | Kevin Carson                   |
| 2013 | Scary Movie 5                         | Eric                           |